# Abdellah Hida
Pour les articles homonymes, voir Hida.
Abdellah Hida, né le 5 octobre 1991, est un coureur cycliste marocain.

## Palmarès
- 2016
  - 3e du Challenge du Prince - Trophée princier
- 2018
  - Tour International des Zibans

## Classements mondiaux
| Année           | 2013 | 2014 | 2015 | 2016 | 2017 | 2018 |
| --------------- | ---- | ---- | ---- | ---- | ---- | ---- |
| UCI Africa Tour | 158e | 199e | 175e | 76e  | nc   | 105e |